# Victoria Libertas Pallacanestro 2017-2018
Questa voce raccoglie le informazioni riguardanti la Victoria Libertas Pallacanestro nelle competizioni ufficiali della stagione 2017-2018.

## Stagione
La stagione 2017-2018 della Victoria Libertas Pallacanestro è la 59ª nel massimo campionato italiano di pallacanestro, la Serie A.
Per la composizione del roster si decise di tornare alla formula con 5 giocatori stranieri senza vincoli.

## Organigramma societario
Area dirigenziale
- Presidente: Ario Costa
- Presidente consorzio: Luciano Amadori
- Amministratore delegato: Andrea Rombaldoni
- Direttore generale: Ario Costa
- Direttore sportivo: Stefano Coppi
- Team manager: Matteo Magi
- Relazioni esterne: Elio Giuliani
- Responsabili marketing: Enrico Franci, Federico Benedetti
- Addetto stampa: Elio Giuliani
- Segreteria: Marilena Battisti
- Responsabile sett. giovanile: Giovanni Luminati
- Responsabile statistiche Lega: Roberto Romani

Area tecnica
- Allenatore: Massimo Galli
- Assistente: Paolo Calbini
- Preparatore atletico: Roberto Venerandi
- Ass. preparatore atletico: Eliano Crudelini
- Medici sociali: Piero Benelli, Massimo Mancino
- Fisioterapisti: Saverio Serafini, Roberto Tamburini

## Roster
Aggiornato al 10 aprile 2018.
| Victoria Libertas Pesaro 2017-18 | Victoria Libertas Pesaro 2017-18 |
| Giocatori                        | Staff tecnico                    |
| -------------------------------- | -------------------------------- |

| N. | Naz.                                     | Ruolo | Nome                | Anno | Alt.   | Peso   |  |
| -- | ---------------------------------------- | ----- | ------------------- | ---- | ------ | ------ |  |
| 2  | Nigeria (bandiera)                       | AG    | Emmanuel Omogbo     | 1995 | 203 cm | 95 kg  |  |
| 3  | Italia (bandiera)                        | GA    | Marco Ceron (C)     | 1992 | 195 cm | 100 kg |  |
| 11 | Stati Uniti (bandiera)                   | PG    | Rotnei Clarke       | 1989 | 184 cm | 83 kg  |  |
| 12 | Stati Uniti (bandiera)                   | C     | Eric Mika           | 1995 | 209 cm | 104 kg |  |
| 14 | Stati Uniti (bandiera)                   | P     | Dallas Moore        | 1994 | 185 cm | 82 kg  |  |
| 15 | Italia (bandiera)                        | G     | Pietro Bocconcelli  | 1998 | 189 cm | 85 kg  |  |
| 18 | Italia (bandiera)                        | P     | Brandon Solazzi     | 1997 | 190 cm | 84 kg  |  |
| 20 | Italia (bandiera)                        | C     | Andrea Ancellotti   | 1988 | 213 cm | 110 kg |  |
| 23 | Stati Uniti (bandiera)                   | AP    | Mario Little        | 1987 | 198 cm | 95 kg  |  |
| 24 | Stati Uniti (bandiera)                   | A     | Taylor Braun        | 1991 | 201 cm | 95 kg  |  |
| 25 | Argentina (bandiera) · Italia (bandiera) | G     | Pablo Bertone       | 1990 | 193 cm | 90 kg  |  |
| 30 | Lettonia (bandiera)                      | AP    | Rihards Kuksiks     | 1988 | 198 cm | 95 kg  |  |
| 32 | Italia (bandiera)                        | P     | Diego Monaldi       | 1993 | 185 cm | 75 kg  |  |
| 33 | Italia (bandiera)                        | AG    | Michele Serpilli    | 1999 | 203 cm | 95 kg  |  |
| -  | Italia (bandiera)                        | G     | Gabriele Crescenzi  | 1998 | 180 cm | 78 kg  |  |
| -  | Italia (bandiera)                        |       | Edoardo Moretti     | 1998 |        |        |  |
| -  | Italia (bandiera)                        |       | Alessandro Morgillo | 1999 |        |        |  |
| -  | Italia (bandiera)                        |       | Giovanni Volpe      |      |        |        |  |

| Allenatore                                                                                              |
| - Spiro Leka (fino al 27 marzo) - Massimo Galli (dal 27 marzo)                                          |
| Assistente/i                                                                                            |
| - Paolo Calbini - Massimo Galli (fino al 27 marzo) Legenda - (C) Capitano - (IN) Inattivo - Infortunato |

## Mercato

### Sessione estiva
| Acquisti | Acquisti          | Acquisti            | Acquisti      | Acquisti |
| R.       | Nome              | da                  | Modalità      |          |
| -------- | ----------------- | ------------------- | ------------- | -------- |
| P        | Brandon Solazzi   | Pistoia Basket      | fine prestito |          |
| P        | Diego Monaldi     | Dinamo Sassari      | definitivo    |          |
| C        | Andrea Ancellotti | Universo Treviso    | definitivo    |          |
| G        | Pablo Bertone     | IACC Córdoba        | definitivo    |          |
| ALL      | Massimo Galli     | Pall. Chieti        | definitivo    |          |
| P        | Dallas Moore      | UNF Ospreys         | definitivo    |          |
| C        | Eric Mika         | BYU Cougars         | definitivo    |          |
| AG       | Emmanuel Omogbo   | Colorado St. Rams   | definitivo    |          |
| G        | Zak Irvin         | Michigan Wolverines | definitivo    |          |
| AP       | Mario Little      | Guaros de Lara      | definitivo    |          |

| Cessioni | Cessioni         | Cessioni         | Cessioni       | Cessioni |
| R.       | Nome             | a                | Modalità       |          |
| -------- | ---------------- | ---------------- | -------------- | -------- |
| AC       | Jarrod Jones     | Guizhou Leopards | fine contratto |          |
| AG       | Giulio Gazzotti  | Vanoli Cremona   | fine contratto |          |
| AP       | Simas Jasaitis   | Lietkabelis      | fine contratto |          |
| C        | Landry Nnoko     | Detroit Pistons  | fine contratto |          |
| GA       | Zak Irvin        | Free agent       | rescissione    |          |
| PG       | Rotnei Clarke    | Illawarra Hawks  | fine contratto |          |
| AG       | Donatas Zavackas |                  | ritirato       |          |
| PG       | Jeremy Hazell    | Free agent       | fine contratto |          |
| PG       | Marcus Thornton  | Canton Charge    | fine contratto |          |

### Dopo l'inizio della stagione
| Acquisti | Acquisti        | Acquisti        | Acquisti         | Acquisti   |
| R.       | Nome            | da              | Data             | Modalità   |
| -------- | --------------- | --------------- | ---------------- | ---------- |
| AP       | Rihards Kuksiks | Nevėžis         | 28 novembre 2017 | definitivo |
| PG       | Rotnei Clarke   | Illawarra Hawks | 20 febbraio 2018 | definitivo |
| A        | Taylor Braun    | S.L.C. Stars    | 26 marzo 2018    | definitivo |

| Cessioni | Cessioni        | Cessioni     | Cessioni         | Cessioni    |
| R.       | Nome            | a            | Data             | Modalità    |
| -------- | --------------- | ------------ | ---------------- | ----------- |
| P        | Brandon Solazzi | Basket Lecco | 17 novembre 2017 | prestito    |
| AP       | Rihards Kuksiks | Free agent   | 2 febbraio 2018  | rescissione |
| GA       | Mario Little    | Free agent   | 1 marzo 2018     | rescissione |

## Risultati

### Serie A

#### Regular season

##### Girone di andata
| Arbitri: | Lo Guzzo Vicino Morelli |

|                             |          |                                         |
| Moore 20 Ceron 18 Omogbo 10 | Punti    | 17 Moore 16 Landry 11 Vitali, Sacchetti |
| Moore 4                     | Assist   | 4 Moore, Vitali                         |
| Omogbo 14                   | Rimbalzi | 9 Sacchetti                             |

| Arbitri: | Seghetti Bettini Giovannetti |

|                                           |          |                            |
| Della Valle 24 Cervi, Nevels 17 Wright 12 | Punti    | 29 Moore 20 Omogbo 16 Mika |
| Wright 4                                  | Assist   | 5 Bertone                  |
| Cervi 6                                   | Rimbalzi | 10 Omogbo                  |

| Arbitri: | Begnis Martolini Galasso |

|                                    |          |                                      |
| Ceron, Eric 14 Little 13 Omogbo 12 | Punti    | 27 Gentile 12 Lafayette 10 Slaughter |
| Bertone, Monaldi 3                 | Assist   | 4 Aradori                            |
| Omogbo 13                          | Rimbalzi | 7 Gentile                            |

| Arbitri: | Biggi Paglialunga Calbucci |

|                                       |          |                           |
| Vujačić 23 Washington 15 Patterson 14 | Punti    | 21 Moore 20 Mika 14 Ceron |
| Garrett, Patterson 6                  | Assist   | 5 Little                  |
| Washington 7                          | Rimbalzi | 9 Mika                    |

| Arbitri: | Seghetti Borgioni Ranaudo |

|                                    |          |                                  |
| Omogbo 21 Mika, Moore 19 Bertone 6 | Punti    | 20 Johnson-Odom 17 Sims 12 Ricci |
| Omogbo 3                           | Assist   | 6 Johnson-Odom                   |
| Omogbo 18                          | Rimbalzi | 10 Sims                          |

| Arbitri: | Filippini Bettini Bongiorni |

|                                                     |          |                            |
| Edwards 13 Alibegović, Wojciechowski 12 Jakovlev 10 | Punti    | 12 Mika 10 Ceron 9 Bertone |
| Edwards 5                                           | Assist   | 4 Bertone                  |
| Wojciechowski 10                                    | Rimbalzi | 9 Omogbo                   |

| Arbitri: | Lanzarini Attard Caiazza |

|                               |          |                              |
| D. Moore 23 Mika 21 Omogbo 11 | Punti    | 17 Suggs 14 Lalanne 11 Giuri |
| D. Moore, Bertone 3           | Assist   | 5 N. Moore                   |
| Omogbo 16                     | Rimbalzi | 8 Lalanne                    |

| Arbitri: | Lo Guzzo Baldini Quarta |

|                                               |          |                                |
| Siliņš 25 Flaccadori, Behanan 13 Gutiérrez 12 | Punti    | 22 Moore 20 Bertone 13 Mika 13 |
| Forray 5                                      | Assist   | 4 Moore, Bertone               |
| Chane Behanan 10                              | Rimbalzi | 7 Ancellotti                   |

| Arbitri: | Weidmann Paglialunga Boninsegna |

|                            |          |                                      |
| Moore 22 Omogbo 14 Mika 11 | Punti    | 22 Okoye 13 Wells 9 Aleksa Avramović |
| Bertone 4                  | Assist   | 4 Wells                              |
| Mika 12                    | Rimbalzi | 8 Okoye                              |

| Arbitri: | Mazzoni Bartoli Belfiore |

|                                  |          |                                                 |
| R. Moore 23 McGee 14 Gaspardo 13 | Punti    | 21 D. Moore 13 Mika, Kuksiks 12 Omogbo, Bertone |
| R. Moore 7                       | Assist   | 5 Monaldi                                       |
| Bond 8                           | Rimbalzi | 9 Omogbo                                        |

| Arbitri: | Filippini Rossi Borgo |

|                                    |          |                             |
| Moore, Kuksiks 18 Mika 16 Ceron 11 | Punti    | 25 Rich 16 Scrubb 13 Filloy |
| Moore 3                            | Assist   | 5 Leunen                    |
| Mika 15                            | Rimbalzi | 10 Leunen                   |

| Arbitri: | Sahin Caiazza Giovannetti |

|                                    |          |                                |
| Culpepper 20 Smith 19 Crosariol 14 | Punti    | 28 Moore 14 Bertone 13 Monaldi |
| Cournooh, Chappell 6               | Assist   | 5 Moore                        |
| Chappell 13                        | Rimbalzi | 7 Mika                         |

| Arbitri: | Weidmann Attard Di Francesco |

|                            |          |                                     |
| Omogbo 18 Mika 17 Moore 15 | Punti    | 16 Jerrells 14 Tarczewski 11 M'Baye |
| Kuksiks 3                  | Assist   | 5 Theodore                          |
| Omogbo 10                  | Rimbalzi | 7 Cusin, M'Baye, Theodore           |

| Arbitri: | Paternicò Bartoli Quarta |

|                             |          |                              |
| Perić 15 Watt 14 Biligha 10 | Punti    | 22 Moore 14 Ceron 12 Monaldi |
| Orelik 12                   | Assist   | 3 Moore                      |
| Perić 9                     | Rimbalzi | 8 Omogbo                     |

| Arbitri: | Lanzarini Vicino Borgo |

|                                     |          |                                    |
| Omogbo, Mika 17 Bertone 14 Moore 13 | Punti    | 22 Bamforth 21 Hatcher 18 Polonara |
| Moore 4                             | Assist   | 4 Bamforth                         |
| Omogbo 9                            | Rimbalzi | 10 Polonara                        |

##### Girone di ritorno
| Arbitri: | Filippini Ranaudo Grigioni |

|                               |          |                                      |
| L. Moore 21 Landry 15 Hunt 14 | Punti    | 27 Moore 11 Omogbo, Bertone 8 Little |
| Vitali 8                      | Assist   | 3 Little, Bertone                    |
| L. Moore, Hunt 8              | Rimbalzi | 6 Mika                               |

| Arbitri: | Biggi Baldini Morelli |

|                                       |          |                                  |
| Mika, Bertone 18 Monaldi 17 Omogbo 15 | Punti    | 23 Wright 20 Llompart 18 Mussini |
| Bertone 6                             | Assist   | 4 Llompart                       |
| Omogbo 6                              | Rimbalzi | 9 Mark'oishvili                  |

| Arbitri: | Begnis Aronne Calbucci |

|                              |          |                                           |
| Umeh 23 Aradori 21 Lawson 13 | Punti    | 25 Moore 9 Mika, Little 8 Omogbo, Bertone |
| Lafayette 7                  | Assist   | 3 Monaldi                                 |
| Slaughter 10                 | Rimbalzi | 17 Omogbo                                 |

| Arbitri: | Sabetta Paglialunga Ranaudo |

|                            |          |                               |
| Moore 18 Mika 17 Little 16 | Punti    | 23 Jones 22 Garrett 15 Mbakwe |
| Monaldi 9                  | Assist   | 4 Poeta, Washington           |
| Omogbo, Bertone 5          | Rimbalzi | 6 Mbakwe                      |

| Arbitri: | Sahin Borgioni Bongiorni |

|                                  |          |                              |
| Johnson-Odom 25 Sims 18 Martin 8 | Punti    | 23 Bertone 21 Mika 13 Clarke |
| Diener 8                         | Assist   | 3 Bertone                    |
| Gazzotti 12                      | Rimbalzi | 9 Mika                       |

| Arbitri: | Begnis Lo Guzzo Vicino |

|                                       |          |                                    |
| Moore 17 Omogbo, Bertone 15 Clarke 13 | Punti    | 20 Stojanović 19 Lichodej 10 Faust |
| Ceron, Mika 4                         | Assist   | 6 Stojanović                       |
| Mika 17                               | Rimbalzi | 12 Wojciechowski                   |

| Arbitri: | Sabetta Rossi Weidmann |

|                                |          |                                             |
| N. Moore 22 Suggs 14 Lydeka 12 | Punti    | 17 Omogbo, D. Moore 16 Clarke 10 Ancellotti |
| Smith 7                        | Assist   | 2 D. Moore, Monaldi                         |
| Lydeka 10                      | Rimbalzi | 9 Ancellotti                                |

| Arbitri: | Seghetti Paglialunga Perciavalle |

|                              |          |                                      |
| Bertone 14 Mika 12 Omogbo 10 | Punti    | 17 Shields 14 Sutton, Hogue 11 Gomes |
| Omogbo 4                     | Assist   | 3 Shields, Siliņš                    |
| Omogbo 10                    | Rimbalzi | 12 Hogue                             |

| Arbitri: | Filippini Quarta Grigioni |

|                                |          |                            |
| Avramović 29 Larson 13 Vene 12 | Punti    | 21 Mika 17 Clarke 9 Omogbo |
| Larson 7                       | Assist   | 3 Clarke, Monaldi          |
| Cain 9                         | Rimbalzi | 10 Omogbo                  |

| Arbitri: | Sahin Di Francesco Boninsegna |

|                                     |          |                                |
| Braun 21 Clarke 18 Mika, Monaldi 10 | Punti    | 17 McGee 14 Ivanov 10 Gaspardo |
| Bertone, Monaldi 4                  | Assist   | 7 Moore                        |
| Bertone 10                          | Rimbalzi | 10 McGee                       |

| Arbitri: | Begnis Bettini Bongiorni |

|                                |          |                                     |
| Rich 31 Scrubb 14 Fitipaldo 12 | Punti    | 24 Clarke 22 Mika 12 Braun, Bertone |
| Lawal, Filloy 5                | Assist   | 8 Clarke                            |
| Lawal 14                       | Rimbalzi | 9 Mika                              |

| Arbitri: | Lo Guzzo Belfiore Borgioni |

|                                       |          |                               |
| Clarke 28 Bertone 18 Braun, Omogbo 10 | Punti    | 18 Burns 17 Chappell 15 Smith |
| Ancellotti, Monaldi 3                 | Assist   | 5 Smith                       |
| Omogbo 8                              | Rimbalzi | 14 Burns                      |

| Arbitri: | Martolini Caiazza Perciavalle |

|                                                |          |                                |
| Micov 13 Gudaitis, Tarczewski 11 Cinciarini 10 | Punti    | 23 Bertone 18 Clarke 16 Omogbo |
| Cinciarini 3                                   | Assist   | 5 Clarke                       |
| Tarczewski 10                                  | Rimbalzi | 11 Omogbo                      |

| Arbitri: | Biggi Attard Ranaudo |

|                             |          |                                     |
| Mika 21 Clarke 18 Omogbo 17 | Punti    | 14 Perić 11 Daye 10 Biligha, Haynes |
| Clarke 4                    | Assist   | 3 Daye                              |
| Braun, Mika 8               | Rimbalzi | 7 Daye                              |

| Arbitri: | Baldini Weidmann Belfiore |

|                                     |          |                            |
| Bamforth 22 Polonara 19 Planinić 18 | Punti    | 19 Braun 18 Clarke 17 Mika |
| Bamforth 10                         | Assist   | 5 Clarke                   |
| Jones 13                            | Rimbalzi | 9 Omogbo                   |

## Statistiche

### Statistiche di squadra
| Competizione | Punti | In casa | In casa | In casa | In casa | In casa | In trasferta | In trasferta | In trasferta | In trasferta | In trasferta | Totale | Totale | Totale | Totale | Totale | Totale |
| Competizione | Punti | G       | V       | P       | Ptf     | Pts     | G            | V            | P            | Ptf          | Pts          | G      | V      | P      | Ptf    | Pts    | Diff.  |
| ------------ | ----- | ------- | ------- | ------- | ------- | ------- | ------------ | ------------ | ------------ | ------------ | ------------ | ------ | ------ | ------ | ------ | ------ | ------ |
| Serie A      | 16    | 15      | 6       | 9       | 1168    | 1219    | 15           | 2            | 13           | 1142         | 1328         | 30     | 8      | 22     | 2310   | 2547   | -237   |
| Totale       | 16    | 15      | 6       | 9       | 1168    | 1219    | 15           | 2            | 13           | 1142         | 1328         | 30     | 8      | 22     | 2310   | 2547   | -237   |

### Statistiche dei giocatori
In corsivo i giocatori che sono stati ceduti a stagione in corso.
| Giocatori      | Partite | Partite | Partite | Pun  | Min.  | Falli | Falli | Tiri da 2 | Tiri da 2 | Tiri da 2 | Tiri da 3 | Tiri da 3 | Tiri da 3 | Tiri Liberi | Tiri Liberi | Tiri Liberi | Rimbalzi | Rimbalzi | Rimbalzi | Stopp. | Stopp. | Palle | Palle | Ass  | Val. | Val.  | A+dP | +/-   |
| Giocatori      | Pr      | PG      | SF      | Pun  | Min.  | C     | S     | R         | T         | %         | R         | T         | %         | R           | T           | %           | O        | D        | T        | D      | S      | P     | R     | Ass  | Lega | OER   | A+dP | +/-   |
| -------------- | ------- | ------- | ------- | ---- | ----- | ----- | ----- | --------- | --------- | --------- | --------- | --------- | --------- | ----------- | ----------- | ----------- | -------- | -------- | -------- | ------ | ------ | ----- | ----- | ---- | ---- | ----- | ---- | ----- |
| E.Mika         | 30      | 29      | 27      | 415  | 823   | 72    | 127   | 161       | 294       | 54.8      | 1         | 4         | 25.0      | 90          | 121         | 74.4        | 69       | 142      | 211      | 19     | 15     | 64    | 35    | 32   | 521  | 0.978 | 3    | -129  |
| E. Omogbo      | 30      | 30      | 29      | 326  | 933   | 84    | 108   | 95        | 168       | 56.5      | 16        | 80        | 20.0      | 8           | 123         | 71.5        | 84       | 184      | 268      | 13     | 5      | 60    | 52    | 40   | 486  | 0.866 | 32   | -218  |
| D. Moore       | 22      | 22      | 22      | 412  | 803   | 30    | 76    | 106       | 199       | 53.3      | 42        | 122       | 34.4      | 74          | 89          | 83.1        | 19       | 63       | 82       | 1      | 15     | 52    | 28    | 48   | 362  | 0.978 | 24   | -132  |
| P. Bertone     | 29      | 28      | 22      | 291  | 768   | 96    | 55    | 86        | 175       | 49.1      | 32        | 86        | 37.2      | 23          | 33          | 69.7        | 33       | 60       | 93       | 4      | 11     | 61    | 26    | 57   | 205  | 0.812 | 22   | -97   |
| M. Ceron       | 30      | 29      | 21      | 197  | 671   | 61    | 70    | 36        | 85        | 42.4      | 27        | 112       | 24.1      | 44          | 60          | 73.3        | 12       | 45       | 57       | 3      | 7      | 33    | 16    | 31   | 123  | 0.745 | 14   | -151  |
| R. Clarke      | 11      | 11      | 10      | 192  | 395   | 22    | 37    | 29        | 65        | 44.6      | 35        | 96        | 36.5      | 29          | 33          | 87.9        | 6        | 31       | 37       | 0      | 7      | 23    | 15    | 33   | 161  | 0.953 | 25   | -55   |
| T. Braun       | 6       | 6       | 6       | 75   | 221   | 12    | 21    | 16        | 32        | 50.0      | 9         | 25        | 36.0      | 16          | 22          | 72.7        | 5        | 31       | 36       | 1      | 0      | 12    | 12    | 10   | 93   | 0.889 | 10   | -44   |
| D. Monaldi     | 30      | 30      | 1       | 136  | 547   | 55    | 56    | 32        | 71        | 45.1      | 15        | 71        | 21.1      | 27          | 50          | 54.0        | 7        | 28       | 35       | 2      | 3      | 35    | 33    | 66   | 117  | 0.55  | 64   | -148  |
| M. Serpilli    | 30      | 20      | 1       | 17   | 120   | 11    | 4     | 3         | 12        | 25.0      | 3         | 13        | 23.1      | 2           | 3           | 66.7        | 8        | 14       | 22       | 4      | 3      | 6     | 4     | 3    | 14   | 0.454 | 1    | -45   |
| A. Ancellotti  | 30      | 30      | 3       | 133  | 448   | 66    | 32    | 51        | 97        | 52.6      | 3         | 19        | 15.8      | 22          | 33          | 66.7        | 57       | 70       | 127      | 24     | 4      | 26    | 14    | 26   | 187  | 0.953 | 14   | -123  |
| P. Bocconcelli | 29      | 8       | 0       | 3    | 10    | 0     | 0     | 0         | 1         | 0.0       | 1         | 1         | 100.0     | 0           | 0           | 0.0         | 0        | 0        | 0        | 0      | 0      | 0     | 0     | 0    | 2    | 0.375 | 0    | +8    |
| G. Crescenzi   | 14      | 1       | 0       | 0    | 3     | 0     | 0     | 0         | 0         | 0.0       | 0         | 0         | 0.0       | 0           | 0           | 0.0         | 0        | 1        | 1        | 0      | 0      | 0     | 0     | 3    | 4    | 0.000 | 3    | +1    |
| A. Morgillo    | 7       | 1       | 0       | 0    | 1     | 0     | 0     | 0         | 0         | 0.0       | 0         | 0         | 0.0       | 0           | 0           | 0.0         | 0        | 0        | 0        | 0      | 0      | 0     | 0     | 0    | 0    | 0.000 | 0    | 0     |
| E. Moretti     | 9       | 1       | 0       | 0    | 1     | 0     | 0     | 0         | 0         | 0.0       | 0         | 0         | 0.0       | 0           | 0           | 0.0         | 0        | 0        | 0        | 0      | 0      | 0     | 0     | 0    | 0    | 0.000 | 0    | +3    |
| G. Volpe       | 1       | 0       | 0       | 0    | 0     | 0     | 0     | 0         | 0         | 0.0       | 0         | 0         | 0.0       | 0           | 0           | 0.0         | 0        | 0        | 0        | 0      | 0      | 0     | 0     | 0    | 0    | 0.000 | 0    | 0     |
|                |         |         |         |      |       |       |       |           |           |           |           |           |           |             |             |             |          |          |          |        |        |       |       |      |      |       |      |       |
| M. Little      | 8       | 8       | 6       | 71   | 195   | 28    | 11    | 16        | 37        | 43.2      | 10        | 33        | 30.3      | 9           | 11          | 81.8        | 4        | 21       | 25       | 1      | 2      | 16    | 7     | 15   | 38   | 0.784 | 6    | -32   |
| R. Kuksiks     | 5       | 5       | 2       | 42   | 112   | 10    | 6     | 3         | 7         | 42.9      | 11        | 33        | 33.3      | 3           | 7           | 42.9        | 6        | 12       | 18       | 0      | 1      | 1     | 5     | 5    | 34   | 0.890 | 9    | -23   |
| B. Solazzi     | 5       | 0       | 0       | 0    | 0     | 0     | 0     | 0         | 0         | 0.0       | 0         | 0         | 0.0       | 0           | 0           | 0.0         | 0        | 0        | 0        | 0      | 0      | 0     | 0     | 0    | 0    | 0.000 | 0    | 0     |
| Squadra        | 30      |         |         |      |       | 1     |       |           |           |           |           |           |           |             |             |             | 25       | 26       | 51       |        |        | 8     |       |      | 42   |       |      |       |
|                |         |         |         |      |       |       |       |           |           |           |           |           |           |             |             |             |          |          |          |        |        |       |       |      |      |       |      |       |
| Totali         |         |         |         | 2310 | 6050  | 547   | 603   | 634       | 1243      | 51.0      | 205       | 695       | 29.5      | 427         | 585         | 73.0        | 335      | 728      | 1063     | 72     | 73     | 397   | 247   | 369  | 2389 | 0.879 | 277  | -1185 |
| Medie          |         |         |         | 77.0 | 201.7 | 18.2  | 20.1  | 21.1      | 41.4      | 51.0      | 6.8       | 23.2      | 29.5      | 14.2        | 19.5        | 73.0        | 11.2     | 24.3     | 35.4     | 2.4    | 2.4    | 13.2  | 8.2   | 12.3 | 79.6 | 0.680 | 7.6  | -39.5 |